# Bromley-by-Bow (stanice metra v Londýně)
Bromley-by-Bow je stanice metra v Londýně, otevřená roku 1858 jako Bromley. Stanice si zahrála v seriálu BBC EastEnders. Autobusové spojení zajišťují linky 108, 323 a 488. Stanice se nachází v přepravní zóně 2 a 3 leží na linkách:
- District Line a Hammersmith & City Line mezi stanicemi Bow Road a West Ham.

| Rok  | Počet cestujících |
| ---- | ----------------- |
| 2011 | 2,75 mil          |
| 2012 | 2,63 mil          |
| 2013 | 3,21 mil          |
| 2014 | 3,41 mil          |